# Дружинин, Владимир Прокопьевич
Владимир Прокопьевич Дружинин (родился 15 августа 1957) — советский и российский физик, заведующий лабораторией Института ядерной физики имени Г. И. Будкера, профессор НГУ, доктор физико-математических наук (с 2003 года).
В. П. Дружинин — специалист в области физики элементарных частиц, автор более 500 научных работ, из них более 450 работ опубликовано в международных изданиях. Он принимал активное участие в экспериментах с Нейтральным детектором (НД) и Сферическим нейтральным детектором (СНД) на ВЭПП-2М, измерении аномального магнитного момента мюона в эксперименте E821 в Брукхейвенской национальной лаборатории. Сейчас он участвует в эксперименте с СНД на новом коллайдере ВЭПП-2000 и в эксперименте BaBar (SLAC,США).
В. П. Дружинин является одним из разработчиков метода измерения сечений электрон-позитронной аннигиляции при низких энергиях с помощью радиационного возврата. В двухфотонных реакциях им были проведены самые точные на сегодня измерения переходных формфакторов {\displaystyle \gamma \gamma ^{*}\to \pi ^{0},\eta ,\eta ^{\prime },\eta _{c}}.
Читает курс «Атомная и ядерная физика» в Новосибирском государственном университете. В 2014 году стал руководителем лаборатории по исследованию сильных взаимодействий в процессах е+e- аннигиляции и распадах тау-лептонов в НГУ.